# VV Heerenveen in het seizoen 1957/58
Het seizoen 1957/1958 was het vierde jaar in het bestaan van de Heerenveense betaaldvoetbalclub Heerenveen. De club kwam uit in de Tweede divisie B en eindigde daarin op de 10e plaats. Tevens deed de club mee aan het toernooi om de KNVB beker, hierin werd in de derde ronde verloren van Velocitas (5–3).

## Wedstrijdstatistieken

### Tweede divisie B
|       | Be Quick | Enschedese Boys | Go Ahead | Heracles | N.E.C. | Oldenzaal | Oosterparkers | PEC   | Rheden | Tubantia | Veendam | Velocitas | Zwartemeer | Zwolsche Boys |
| ----- | -------- | --------------- | -------- | -------- | ------ | --------- | ------------- | ----- | ------ | -------- | ------- | --------- | ---------- | ------------- |
| Thuis | 2 – 5    | 0 – 4           | 1 – 3    | 2 – 3    | 3 – 5  | 1 – 0     | 8 – 3         | 2 – 1 | 1 – 2  | 5 – 4    | 1 – 1   | 1 – 0     | 3 – 3      | 1 – 4         |
| Uit   | 0 – 3    | 0 – 1           | 1 – 2    | 4 – 0    | 1 – 1  | 0 – 1     | 3 – 4         | 1 – 0 | 4 – 0  | 0 – 0    | 1 – 0   | 2 – 1     | 2 – 1      | 3 – 0         |

### KNVB Beker
| 1e ronde                                             | Heerenveen                                                    | 3 – 0 (1 – 0) | Musselkanaal                                   |
| 26 december 1957 Plaats: Heerenveen J.H. Kruisstraat | Bart Hainje 44' Sicco Kuiper 65' Sikke Venema 80'             |               |                                                |
| 2e ronde                                             | Heerenveen                                                    | 3 – 0 (1 – 0) | De Graafschap                                  |
| 12 april 1958 Plaats: Heerenveen J.H. Kruisstraat    | Piet Fleur 25', 47' Jaap Waslander 60'                        |               |                                                |
| 3e ronde                                             | Velocitas                                                     | 5 – 3 (1 – 0) | Heerenveen                                     |
| 21 mei 1958 Plaats: Groningen Stadspark              | Klaas van der Veen 30', 52', 60', 87' Sicco Kuiper 50' (e.d.) |               | 67' Piet Fleur 78' Sikke Venema 90' Germ Hofma |

## Statistieken Heerenveen 1957/1958

### Eindstand Heerenveen in de Nederlandse Tweede divisie B 1957 / 1958
| Stand | Gespeeld | Gewonnen | Gelijk | Verloren | Punten | Doelpunten voor | Doelpunten tegen |
| ----- | -------- | -------- | ------ | -------- | ------ | --------------- | ---------------- |
| 10e   | 28       | 10       | 4      | 14       | 24     | 45              | 60               |

### Topscorers
| #              | Naam                       | Goal |
| -------------- | -------------------------- | ---- |
| 1.             | Piet Fleur                 | 9    |
| 2.             | Hans Alleman               | 8    |
| 3.             | Sikke Venema               | 6    |
| 4.             | Sjoerd Veenstra            | 5    |
| 4.             | Sicco Kuiper               | 5    |
| 6.             | Bert Hainje                | 3    |
| 6.             | Germ Hofma                 | 3    |
| 8.             | Henk Hielkema              | 2    |
| 9.             | Eppie Hofma                | 1    |
| 9.             | Atze van der Meer          | 1    |
| 9.             | Anne Piet Schaap           | 1    |
| Eigen doelpunt |                            |      |
| –              | Sjoerd Veenstra (Be Quick) |      |
| Totaal         | Totaal                     | 45   |

| #      | Naam           | Goal |
| ------ | -------------- | ---- |
| 1.     | Piet Fleur     | 3    |
| 2.     | Sikke Venema   | 2    |
| 3.     | Bart Hainje    | 1    |
| 3.     | Germ Hofma     | 1    |
| 3.     | Sicco Kuiper   | 1    |
| 3.     | Jaap Waslander | 1    |
| Totaal | Totaal         | 9    |